# Tina Punzel
Tina Punzel (* 1. August 1995 in Dresden) ist eine ehemalige deutsche Wasserspringerin. Sie gewann bei den Olympischen Sommerspielen 2020 in Tokio eine Bronzemedaille im Synchronspringen vom 3-Meter-Brett.

## Leben
Sie begann bereits mit fünf Jahren mit dem Wasserspringen und startete für den Dresdner SC 1898 sowohl im Kunst- als auch im Turmspringen sowie im 3-Meter-Synchronspringen. Trainiert wurde sie zuletzt von Boris Rozenberg.
Punzel erreichte bei den Junioreneuropameisterschaften 2010 Bronze vom 1-Meter-Brett und vom 10-Meter-Turm, 2011 gewann sie Silber vom 3-Meter-Brett. Bei den Juniorenweltmeisterschaften 2010 errang sie Platz acht vom Turm. Im Jahr 2010 gewann sie auch ihre erste Medaille im Erwachsenenbereich. Bei den Deutschen Meisterschaften gelang ihr Rang drei vom 1-Meter-Brett. 2011 wurde sie erstmals Deutsche Meisterin. Sie siegte im 3-Meter-Synchronspringen und gewann zudem je eine Silber- und Bronzemedaille. Nach ihren guten Ergebnissen bei den Deutschen Meisterschaften nominierte der DSV sie für die Weltmeisterschaften 2011 in Shanghai. Dort startete sie im Kunstspringen vom 1-Meter-Brett, landete im Vorkampf jedoch nur auf Rang 33.

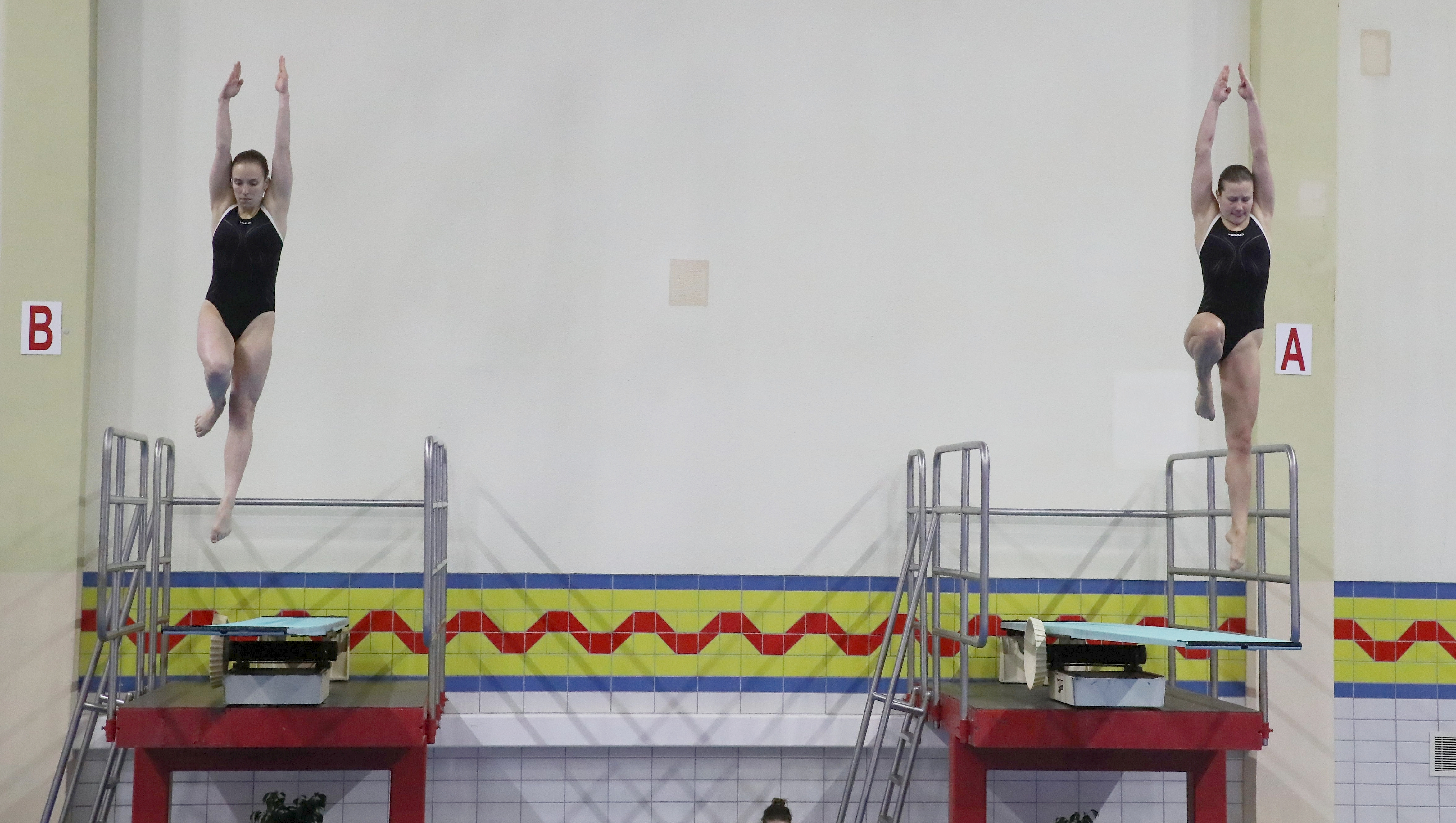
Tina Punzel (rechts) mit ihrer Synchronpartnerin Lena Hentschel im Jahr 2020

Am 22. Juni 2013 wurde sie bei den Wassersprungeuropameisterschaften in Rostock mit 336,70 Punkten Europameisterin vom 3-Meter-Brett. Sie ist die Vizeeuropameisterin im Brettsynchronspringen 2014, 2015 (mit Nora Subschinski) und 2017 (mit Friedericke Freyer). 2017 gewann sie zudem Bronze bei den Europameisterschaften mit dem Berliner Lou Massenberg, 2018 Gold.
Ihre Olympiapremiere erlebte Tina Punzel 2016 in Rio de Janeiro. Im Einzel schied sie im Halbfinale aus. Im Synchronspringen hatte sie sich zusammen mit Nora Subschinski als eines der Top-8-Teams weltweit für die Spiele qualifiziert. Auf der Freiluftanlage in Rio wurde das Duo Siebter.
Punzel hatte sich mit ihrer Synchronpartnerin Lena Hentschel für die Olympischen Spiele 2020 in Tokio qualifiziert und vertrat dort den Deutschen Schwimm-Verband. Sie erreichten die Bronzemedaille im Synchronspringen vom 3-Meter-Brett und damit die erste Medaille für den Deutschen Olympischen Sportbund bei diesen Spielen. Für den Gewinn der Bronzemedaille wurde sie am 8. November 2021 vom Bundespräsidenten mit dem Silbernen Lorbeerblatt ausgezeichnet.
Punzel lebt in Dresden, ist Sportsoldatin der Sportfördergruppe der Bundeswehr Frankenberg und studiert Wirtschaftswissenschaften an der Technischen Universität Dresden.
Am 16. Januar 2023 erklärte Punzel ihr Karriereende. Sie wolle zukünftig ihr Studium vorantreiben und sich auf ihre berufliche Zukunft konzentrieren.

## Auszeichnungen
- 2. Platz „Eliteschüler des Sports“ 2014